# Вінаго малагасійський
Віна́го малагасійський (Treron australis) — вид голубоподібних птахів родини голубових (Columbidae). Ендемік Мадагаскару.

## Опис
Довжина птаха становить 32 см, вага 168-256 г. Виду не притаманний статевий диморфізм. Голова, шия і груди жовтувато-зелені, боки сіро-зелені. Спина і покривні пера крил оливково-зелені. Другорядні махові пера оливково-зелені з жовтуватими краями, першорядні махові пера чорні. Стернові пера сизі або сірувато-зелені. Дзьоб світло-сизий. Восковиця червона, дзьоб жовтий, райдужки синюваті, лапи жовті.

## Таксономія
В 1760 році французький зоолог Матюрен Жак Бріссон включив опис малагасійського вінаго до своєї книги "Ornithologie". Він використав французьку назву Le pigeon ramier verd de Madagascar та латинську назву Palumbus viridis madagascariensis. Однак, хоч Бріссон і навів латинську назву, вона не була науковою, тобто не відповідає біномінальній номенклатурі і не визнана Міжнародною комісією із зоологічної номенклатури. Коли в 1771 році шведський натураліст Карл Лінней перевидав свою працю "Mantissa Plantarum Altera", він доповнив книгу описом малагасійського вінаго, для якого придумав біномінальну назву Columba australis. Згодом малагасійського вінаго перевели до роду Вінаго (Treron)

### Підвиди
Виділяють два підвиди:
- T. a. xenius Salomonsen, 1934 — захід острова;
- T. a. australis (Linnaeus, 1771) — схід острова.

Мвалійський вінаго раніше вважався підвидом малагасійського вінаго.

## Поширення і екологія
Малагасійські вінаго є ендеміками острова Мадагаскар. Вони живуть у вологих і сухих тропічних лісах, сухих чагарникових заростях, рідколіссях і саванах, на полях, плантаціях, в парках і садах. Зустрічаються на висоті до 1000 м над рівнем моря. Ведуть деревний спосіб життя, живляться плодами. Сезон розмноження триває з вересня по грудень. Гніздяться на деревах, гніздо являє собою невелику платформу з гілочок і моху. В кладці 2-3 яйця.